# Стерв'ятники (мультфільм)
«Стерв'я́тники» — радянський мальований мультфільм-плакат 1941 року, знятий у перші місяці Німецько-радянської війни режисером Пантелеймоном Сазоновим.

## Сюжет
Мультфільм починається з двох великих очей, що засвічуються в темряві. Ці очі належать зловісному німецькому «стерв'ятнику» (тобто бойовому літаку). Разом зі своїми побратимами він вичікує моменту, щоб атакувати СРСР. Але радянські бійці виганяють і знищують загарбників.